# Polyommatus arcuata
Polyommatus arcuata är en fjärilsart som beskrevs av Courvoisier 1903. Polyommatus arcuata ingår i släktet Polyommatus och familjen juvelvingar. Inga underarter finns listade i Catalogue of Life.